# Центарой (Ножай-Юртовський район)
Центарой (рос. Центарой) — село у Ножай-Юртовському районі Чечні Російської Федерації.
Населення становить 369 осіб (2019). Входить до складу муніципального утворення Центаройське сільське поселення.

## Історія
Згідно із законом від 20 лютого 2009 року органом місцевого самоврядування є Центаройське сільське поселення.

## Населення
| 2002 | 2010 | 2012 | 2013 | 2014 | 2015 | 2016 |
| ---- | ---- | ---- | ---- | ---- | ---- | ---- |
| 106  | ↗317 | ↗320 | ↗321 | ↗322 | ↘320 | ↘317 |
| 2017 | 2018 | 2019 |      |      |      |      |
| ↗369 | ↘368 | ↗369 |      |      |      |      |